# 安芸乃島勝巳
安芸乃島 勝巳（あきのしま かつみ、1967年3月16日 - ）は、広島県豊田郡安芸津町（現在の東広島市）出身で二子山部屋（入門時は藤島部屋）に所属した元大相撲力士。本名は宮本 勝巳（みやもと かつみ）。旧姓は山中(やまなか)。現役時代の体格は身長175cm、体重158kg。得意手は左四つ、寄り。最高位は東関脇。愛称は「アキちゃん」、趣味は日本刀鑑賞、血液型はA型、魚座。現在は年寄・高田川勝巳。夫人とは1994年に結婚。2児の父である。

## 来歴

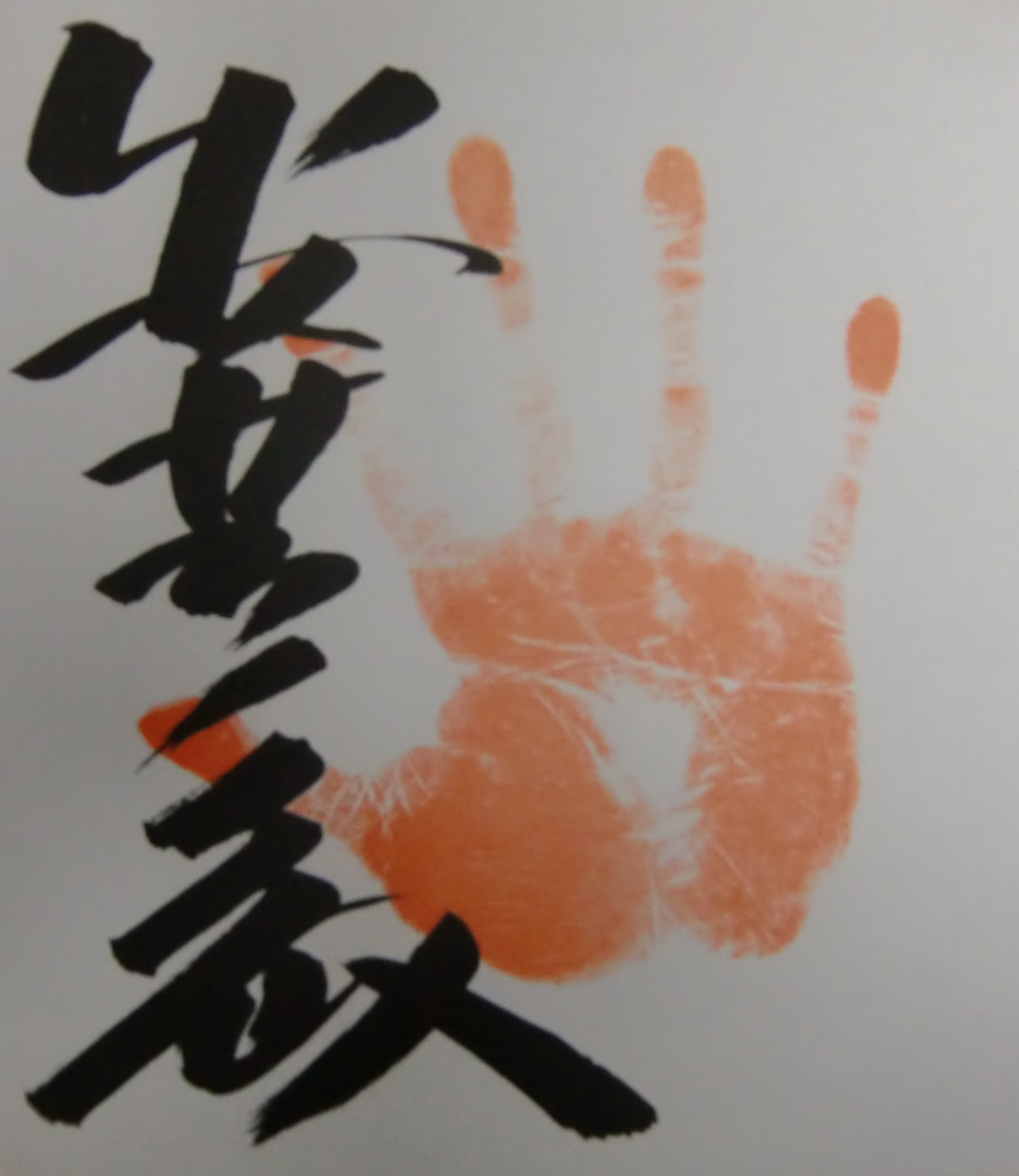
安芸乃島の手形

### 少年時代
中学進学までは柔道を行い、極めて厳格な父や叔父から激しい稽古を課せられていたが、力士になろうと志して相撲を始め全国大会にも出場した。偶然にも広島に巡業に訪れていた大関・貴ノ花（12代藤島→11代二子山）に勧誘されたことがきっかけで卒業後に藤島部屋に入門した。元々貴ノ花のファンであった山中は「身体が大きいな。相撲をやらないか?」と声を掛けられると「はい」と即答。柔道を続けるものだと予想していた母は泣き、父からは「死んで来い」と送り出され、山中は「死んで来ます」と返したという。

### 大相撲入門後
入門後は毎日100番以上、最大200番という猛稽古で自身を鍛え上げた。入門時128キロあった体重は2ヶ月で約30キロ落ち、 厳格な家庭で育った山中も「本当に死ぬかもしれない」と追い詰められていたというが、一方で引退して藤島を襲名したばかりでありまだ30代前半であった貴ノ花が胸を出すと最後には貴ノ花の方が降参するなど、稽古場では驚異のスタミナを示していた。後に自著で安芸乃島を批判していた同部屋の貴闘力も「安芸乃島は若い時は稽古だけで尊敬!」「明けても暮れても相撲」と当時を評している。貴闘力は安芸乃島と相撲を取る稽古を行う際、差すと腕を折られかねず、投げの打ち合いで肩を負傷する恐れがあったため、稽古場での怪我のリスクを考えてひたすら突っ張りを行った。安芸乃島や貴闘力を含め、当時の部屋の力士は相撲を取る稽古で投げの打ち合いが起こると少しでも落ちるのが遅くなるように顔から落ちるように厳命され、手から落ちたら猛烈に殴られたという。入門時に約130kgあった体重は猛稽古で100kgまで落ちたが、いくら食べても体重が増えないため様子がおかしいと思って病院で診てもらうと実はサナダムシに寄生されていた。サナダムシを除去すると体重が見る見る内に増えた。
1987年（昭和62年）9月場所に十両昇進して藤島部屋初の関取となり、1988年（昭和63年）3月場所には弱冠20歳にして新入幕を果たした。入幕が決定した際には藤島と共に帰郷して父に報告したが、父は藤島の前で帰ってきた安芸乃島に拳骨を入れ、「もっと鍛えてやって下さい」と藤島に頭を下げた。入幕後は上位キラーとして知られる様になり、金星獲得は歴代最多の16個を数えるとともに対戦した横綱全てから金星を獲得した。初金星は1988年9月場所の大乃国からで、固太りで重心が低く腕力も強いため、密着するような左四つになると力を発揮した。出し投げや両上手から挟み付ける取り口も力強かった。小錦は真っ向勝負ながら絶対に顎を上げない相撲が厄介であったと語っている。小兵ながらそのパワーは小錦や千代の富士とも対等に当たって勝てるものであり、貴闘力も後年「力を上手く使えばもっと上に上がっていったんだろうな」と評している。横綱の中では特に旭富士と相性が良く、対戦成績で通算12勝8敗（不戦勝1を含む）と勝ち越した。反面、攻めが遅い部分があったため、速攻相撲が得意の相手に取りこぼすこともあり、特に琴錦を大の苦手とし、幕内対戦成績は安芸乃島の9勝39敗である。最後の対戦となった2000年（平成12年）3月場所では安芸乃島が勝ったが、その相撲で琴錦は右肘の故障を悪化させ翌日から休場、引退の原因となった。魁皇とも相性が悪く安芸乃島の6勝25敗だった。
1990年（平成2年）〜1992年（平成4年）の頃には、横綱昇進がかかっていた大関小錦にめっぽう強く「小錦キラー」と呼ばれ、小錦の最大の壁として横綱昇進を阻止した(対戦成績でも25勝10敗と大きく勝ち越している)。また1991年（平成3年）7月場所8日目には、進退を懸けていた横綱大乃国を一方的に押し出して下したが、4勝4敗と不調だった大乃国はこの一番を最後に現役引退を表明、結果的に引導を渡す格好となった。
前述の通り小錦には強かったが、曙とは相性が悪く8勝30敗と苦手にしており、93年9月場所から98年3月場所まで17連敗(途中に安芸乃島の不戦勝1つがある)だった時期もある。但し、曙が初優勝した92年5月場所では安芸乃島が土を付けており、また他に曙に土をつけたのは奇しくも自身が得意としていた小錦であった。
1988年7月場所は帰り入幕の場所で11勝し初の三賞敢闘賞。9月場所は1横綱3大関に勝ち初金星と殊勲賞。1989年7月場所は2横綱1大関に勝ち2回目のダブル金星。9月場所も2横綱2大関に勝ち3回目のダブル金星。1990年3月場所は2横綱1大関に勝ちダブル金星と殊勲賞。5月場所は1横綱2大関に勝ち殊勲賞と技能賞。11月場所は2横綱1大関に勝ち4回目のダブル金星で殊勲賞。1991年5月場所は旭富士に勝ち、高見山の記録を更新する13個目の金星と敢闘賞。1992年3月場所は初日から8連勝で12勝し殊勲賞と敢闘賞。1993年7月場所は曙に勝ち15個目の金星と12回目の三賞。1995年1月場所は初めて三役で11勝し敢闘賞。3月場所も初めて関脇で11勝し敢闘賞など活躍。5月場所は初の大関取りに挑むも負け越して失敗。
1994年（平成6年）9月場所から1995年（平成7年）3月場所までの4場所間は、10勝5敗を一度はさんで11勝4敗3度の計43勝17敗という好成績を残したものの、大関昇進はならなかった。追い込まれると強引な首投げに出るという悪癖があり、特に琴錦戦でこの形で幕切れをするシーンが多く見受けられた。これで逆転するケースは少なく、彼の場合は投了の形と見られても仕方ないと言われるものがある。貴闘力は稽古で鍛えた体力と柔軟性、精神力こそは認めており「(力士体型をしていながら)片腕で懸垂をする」「片足でスクワットを50回くらいする」とそのパワーの証言をしていたが「(相撲の)センスはゼロ!」「相撲の動きは全然下手クソだった」と技術面を酷評しており「オレくらいの動きの流れがあったら横綱には絶対になっている」「(大関になれなかったのは)身長がないからじゃなくてセンスがなかったから!」と大成しなかったことを惜しんでいた。
1995年7月場所で大怪我し途中休場、他にも怪我の影響により3年近く低迷。
1998年5月場所、ライバルの琴錦と共に復活し10勝で15回目の三賞。1999年1月場所と3月場所で2場所連続11勝し5月場所で再度大関取りに挑戦するも、またも負け越して失敗。しかし7月場所は武蔵丸に勝ち6年ぶり16個目の金星、9月場所でも11勝し優勝争いを展開、ライバル琴錦の記録を更新する19回目の三賞。1999年11月場所は武蔵丸に2000年9月場所は曙に勝ったが、三役に復帰していたため金星にならなかった。
三役陥落後も常に幕内中位で相撲を取り続けていたが、2003年（平成15年）5月場所14日目の取組に敗れ6勝8敗と負け越し、十両陥落が決定的になり現役を引退した。安芸乃島は、昭和時代に幕内を経験した最後の関取力士となった。
同様に「1度は優勝したい」と公言して、1992年（平成4年）3月場所は14日目を終えて12勝2敗と優勝争いをしたが、千秋楽には琴錦との割が組まれたが敗れて優勝を逃した。1999年9月場所も14日目を終えて11勝3敗と優勝争いを展開したが、千秋楽で武双山に負けて武蔵丸との優勝決定戦進出ならず又も逃した。三賞19回、金星16個の各最多記録を保持しており、現役時代には「これだけあったら誰か賜杯1ツと取り替えてよ」とこぼした事もある。引退後、三賞受賞と金星の多さについて「大関になれず、平幕在位が多かったということ」と本人は恥に思っている。最後の16個目の金星は武蔵丸からであるが、その金星は武蔵丸が新横綱の1999年（平成11年）7月場所だった。なお、朝青龍が横綱昇進した2003年（平成15年）3月場所以降は幕内下位に低迷し、結局横綱になった朝青龍との対戦は実現しなかった。引退時には大関になれなかった悔しさをにじませており「腕があと5cm長かったら、上がってたと思う」と言い残していた。

### 現役引退後
2003年3月に、自身が2002年9月から所有していた年寄名跡「山響」と貴乃花が所有していた「藤島」を交換しており、同年5月場所で引退のときに年寄・藤島を襲名。二子山部屋（後に貴乃花部屋）の部屋付親方として後進の指導に当たることとなった。しかし、貴乃花が安芸乃島の引退相撲を欠席するなど次第に暗雲が漂い始めた。
2004年（平成16年）5月に「千田川」に名跡変更した頃から、指導方針や部屋運営の考えの違いから弟弟子だった貴乃花との確執が表面化した。安芸乃島は移籍を求めたが、貴乃花は安芸乃島を部屋への出勤停止としたばかりか部屋への出入り禁止として移籍許可書類への署名・捺印を拒み続けた。話し合いの機会を失った安芸乃島は、2004年9月場所11日目（9月22日）審判部部室で貴乃花に所属部屋変更届への捺印を求めて激しい口論となり、北の湖理事長が苦言を呈する騒ぎとなった。そのため特例で、病床に臥していた11代二子山が保証人として書類に捺印することで高田川部屋への移籍が認められることとなった。「2人の師匠は二子山。（貴乃花の印がなくても）重きを置く」と北の湖理事長はこのことを説明している。
2004年（平成16年）9月27日付で高田川部屋に移籍した。これにより、貴乃花部屋とは完全に訣別した。
高田川部屋に移籍してからは積極的に若手力士に稽古を付けるとともに、2009年（平成21年）8月5日には高田川と年寄名跡を交換する形で高田川部屋を継承した。2009年9月5日には、東京都江東区清澄に部屋を新築・移転した。新築した部屋には、通常よりも多い5本の鉄砲柱を立て、「1日に1000回の四股と鉄砲」を目標として弟子に課し、「相手を敬う古風な力士を育てたい」と抱負を述べた。
高田川部屋は8代高田川が1998年に高砂一門より破門されて以来、どの一門にも属さない無派閥であったが、2011年（平成23年）1月17日には部屋継承時から希望していた二所ノ関一門への加入が認められた。安芸乃島が9代高田川を襲名し部屋を継承して以来、二所一門内から復帰を求める意見が出ていたという。同年5月技量審査場所からは勝負審判に就任。2017年1月25日には、協会の臨時理事会で横綱昇進が決定した稀勢の里寛への昇進伝達の使者として、春日野理事（元関脇栃乃和歌）と共に東京都内のホテルに派遣され、昇進を伝えた。
2017年11月のムックの記事では、50歳を過ぎてもなお自ら廻しを占めて稽古場に立っていると伝えられている。大卒や外国人が部屋にいないのは「どこから見ても強くなる者を引っ張って来て育てても面白くない」という考えからであり、その一方で「ここで頑張りたいなら考えます」と受け入れを拒絶しているのではないと主張している。稽古場では相撲に詳しくない見学者が目を背けたくなるような激しい稽古が行われ、部屋自体「監獄」と揶揄される厳しさで知られる一方、考えずに体の感覚だけで相撲を取った自分のようにはなるなという思いから、相撲に迷いが見られる弟子がいたら稽古を止めて部屋の衆同士で対等に意見を言って親方に弟子が分からないことを質問するという習慣を取り入れている。高田川はこれを「どこにヒントが転がっているか分からない」「俺でも気がつかないところもある。だから、酔っぱらいの話でも聞きなさいと言ってあるんです」と説明している。2024年11月場所では東海大学柔道部の岡田綾太朗が初土俵を踏むことになり、東海大学とのパイプをうかがわせた。
部屋継承後は先代からの弟子である竜電、直弟子である輝、白鷹山、湘南乃海の4人が関取昇進を果たしている。
2018年3月28日の職務分掌では役員待遇委員に昇格し、審判部副部長に就任した。
2020年1月30日の役員候補選に出馬した。定員を超過しなかったため2008年以来6期12年ぶりに無投票となり、理事候補10人、高田川を含めた副理事候補3人が全員当選。同年3月6日の理事会で正式に副理事として選任された。役職としては役員待遇時代から引き続き審判部副部長を務めている。2024年1月26日に、2月2日に開催される理事選が無投票となることが決定したため、立候補した高田川は改選により理事に新任することが決定。理事就任に伴い審判部長に昇格しており、同時に協会執行部に就任。現職審判部長が協会執行部に就任するのは異例。
理事就任の際に現役時代に付け人を務めた出身部屋の元幕下・悟道力は「その立場になったら(仮に将来理事長になったら)安芸関は力を発揮する可能性はある」と評し「いやぁ、凄いよね。竜電の問題でちょっとどうかなっていうとこがあったけど、まぁ、やっぱ実力あるんだよね、とはいえ」と語っていた。同席していた貴闘力も「竜電の件については、安芸乃島と竜電とは別人格だから」という趣旨の発言を行い、あくまで協会役員の器とは関係ないとした。しかし後述の件で貴闘力は「八角の犬」と後に評価を変えている。
2020年4月、発熱症状があったため23日に新型コロナウイルス感染検査で陽性と確認されたことが明らかになり、同日から入院した。現職親方の感染は初。1週間で退院したが、これには「あまり例のない早期退院」と指摘する報道もあった。同年6月1日に、相撲協会を通じて自身の快復を報告するとともに、5月13日に死去した勝武士を悼むコメントを発表している。
7月場所前には部屋の力士らに対して「来てくれているお客さん、テレビで見てくれているファンの方々、そして勝武士に恥ずかしくない相撲を取っていこう」と声掛けをした。
2021年5月27日、弟子の竜電が協会の新型コロナウイルス対応ガイドラインに違反していた件で監督責任を問われ、報酬20％減額(6ヶ月間)の処分を受けた。

## エピソード

### 四股名
- 貴闘力の証言によると、四股名「安芸乃島」は当時の郷土の名前「安芸津町」と師匠が尊敬していた横綱・玉の海正洋の若名乗り「玉乃島」から[6]。

### 求道者・安芸乃島
- 安芸乃島は地上最強を目指して相撲を取っていた。真っ向勝負の力相撲一辺倒であったのは地上最強を目指していたが故であった。暇さえあれば実家から送られた干しエビや牛乳でカルシウムを補充し、仕舞いには菓子も強くなるための妨げになると拒否した。関取になるまでは笑わない堅物で、貴闘力も入門して2年は安芸乃島に口を聞いてもらえず、幕下になった頃から存在を認めてもらい、口を聞いてもらえるようになった。安芸乃島は稽古しない力士とは口も聞かなかった。そんな安芸乃島の普段の娯楽は漫画のみであった[35]。
- 若い頃から「負けた力士に失礼だ」という理由で、テレビの殊勲インタビューなどでは最低限の言葉しか発せず、現役時代は批判の対象となるほどに寡黙な印象を与えていた。しかし実際の性格は明朗快活で、部屋の力士からはしばしば実態とイメージの乖離が言われていた。引退後はテレビ解説者として饒舌な面をファンにも披露している[36]が、「命懸けで」「死ぬ気で」という語を多用して土俵態度を戒めるその語り口はNHK大相撲中継の解説者の中でも随一の辛口として知られる。2011年の大相撲八百長問題では、「命をかけてきた者からいえば信じられない。八百長に関わった奴は腹を切って死んでもらいたい」と切り捨てた[37]。

### 性格
- 部屋の元幕下・大神風(2016年11月場所引退)は現役時代に「高田川親方は実はすごく明るい方です。稽古の時はもちろん挨拶や礼儀、掃除などには厳しいですが、稽古が終わればニコニコして若い衆に冗談を飛ばす明るい親方です」「普段はDVD鑑賞などを趣味にし、女将さんにも大変優しいです。娘さんや息子さんにも『俺は厳しいんだ』と言ってますが、すごい愛を持って接しておられます」と高田川を評していた[38]。
- 貴闘力の著書によると、安芸乃島は現役時代から見せしめや力の誇示のように人前で怒る悪癖があるという。露鵬のカメラマン暴行騒動の際にも貴闘力の所に来て胸倉をつかんで「お前の教育が悪いんだよ!分かってんのか」と怒鳴りつけ、翌日の巡業部で「貴闘力のやつシメてやったよ」と意気揚々に周囲に言いふらしていた。安芸乃島は親方時代の部屋を持つ前の頃に貴闘力と焼肉屋に出掛けたが、弟子の前で貴闘力に「お前の態度が悪い」と言って茶碗を投げたり殴ったりしたという[39]。
- 現役時代の安芸乃島の付け人を務めた部屋の元幕下・悟道力は「真っ直ぐな人!安芸関は良くも悪くも」「良くも悪くもちょっと強すぎたから、周りが止められなかった」と性格を証言している。若い頃は肩が外れて「痛い!」と言った悟道力が根性が無いと癪に障ったのか、それ以来1年も口を聞かなかったという[4]。

### 大関候補として
- 全盛期には三賞常連で多数の金星を取っていたことから「そろそろ大関に」という声も上がっていた。しかし、下位力士への取りこぼしが多くことごとく大関取りに失敗し、「強きを挫き弱きを助ける」と皮肉られた。

### 親方として
- 現役時代はどれほどの取り組みであってもその内容を覚えることはなく、取組が終われば翌日の一番に向けてすぐに切り替え、分析も猛稽古で培った感覚だけで勝負していた。しかし部屋持ち親方としての立場に変わった現在、当時の考え方を後悔しているという。「感覚でやるのと、理論的に分かって稽古するのでは違います」と、今は豊富な稽古量に現役時代に欠けていた論理性を加えた指導を心がけている[10]。

### 趣味・嗜好
- 酒は全く飲めず、現役時代はウイスキーボンボン1個で眠りこけてしまう下戸であった[40]。

### 他の力士との関係
- 安芸乃島との稽古は学生相撲出身者に対する洗礼にもなった。鳴り物入りで角界入りした久島海はコテンパンにやられて泣きべそをかき、舞の海に至っては最初から無理だと拒否して安芸乃島と同じ稽古場には立たなかった[41]。
- 対戦した中で最も強かった力士として霧島を挙げている。「稽古場でも本場所でも正直心の中で勝てないなと思ったのはあの方（霧島）だけ」と語っている。[42]（但し霧島が平成3年初場所で14勝1敗で幕内最高優勝果たした時唯一安芸乃島（当時の四股名は安芸ノ島）が霧島に土を付けた。）

### 家族
- 漁師であった父親は大変に厳しく、小学生の頃は毎日殴られ、土間に5～6時間も座らせられた。売り物にならない小魚を食べ、漁を手伝い、網を引いて力が強くなった。十両昇進のときに地元であったパーティーでも、師匠の前に座らされて「こいつを殺してもかまわんから鍛えてくれ」と殴られたという。そのせいで、つらいと思う基準が人とは違ったものとなり、しぶとい性格になったと述懐している[43]。
- 1994年に結婚した夫人は新潟県出身で、学生時代から競泳選手として活躍していた。ジュニアオリンピックや国体で入賞したことがあり、水泳の五輪強化選手であった。妻の両親は安芸乃島の中学卒業直後から世話をしていた後援者であった。義父は運送業を営む実業家(2012年に既に死去)[44]であり、安芸乃島は婿入り婚と共に姓を「宮本」に変更している。
- 長男は東海大学の柔道選手として活躍し、全日本学生体重別選手権大会の81kg級で3位入賞した実績も持つ[45]。

### 貴乃花との確執
- 一部報道は、協会関係者の話として現役の頃に新弟子時代の貴乃花をいじめ、貴乃花自身も過去に「自分たち兄弟が稽古をできないようにしてきた」と口にしていたと報じている。そのため、貴乃花は安芸乃島の年寄株取得を執拗に妨害したという。
  - 1度目は11代二子山から譲渡される約束であった山響株の取得を「俺が欲しい」と貴乃花に妨害され、仕方無く11代二子山が別に所有していた藤島を借りた。
  - 2度目は11代二子山が入院したときで、「（不在の）父との約束はなしにしてほしい」と貴乃花は藤島の譲渡価格を吊り上げて、取得を妨害した[46]。
  - その後、2004年に高田川部屋への移籍許可書類への捺印を拒むなど移籍の妨害を受けたが、前述の経緯により11代二子山の捺印での移籍が認められた。
    - この移籍騒動の際に「早く判子を出せ!俺が幕内の頃、お前は新弟子で俺の付き人だったんだぞ。そんな俺に刃向かうのか!」と貴乃花に喧嘩腰の態度を取ったのに対し貴乃花は「それを言うなら、私が横綱の時にあなたは平幕でした」と切り返したと伝わる。これが決別の決定打となったとする週刊誌報道もある。
    - 他方、2003年に朝稽古に姿を見せない貴乃花への不満を安芸乃島が口にし、それが貴乃花の耳に入ったことをきっかけに2人の関係が修復不可能となったという話もある[47]。

  - 元関脇琴富士は、2020年11月13日のYoutube生配信中に貴乃花と安芸乃島の確執について視聴者から質問を受けている。琴富士は「(両人が)表に出すことは無いから、出そうと思えば出せるのは力ちゃん(貴闘力)しかいない。だから、真相は分からない」としたうえで、自分は貴乃花から聞くことは出来ないが貴闘力と一緒に居たときに話を聞いており(『本音は言っていないと思うよ』と付言している)、仲が良い安芸乃島にも話を聞いていることを明かした。その範囲で公平にジャッジメントするなら「安芸乃島に分がある(正当性がある)と思うよ」と私見を述べている。琴富士は動画のコメント欄に「私は全て本人から直接聞かない限り貴方みたいに判断出来ません。しかもどちらが悪いとか犯人探ししてる訳でもありません」と綴っており、伝聞や報道に基づいて批評するスタンスではないことも述べている[48]
- 貴闘力の話によると、素行不良があったため師匠の元初代貴ノ花の二子山はある時一番に安芸乃島を破門すると切り出したが、貴闘力と貴乃花が「一番の功労者なんだからクビにさせないようにしましょうよ」と思いとどまらせた[49]。
  - しかし貴乃花の取りなしで破門を避けた恩義を弁えず、貴乃花が協会を退職した際に「貴乃花をクビにした!ザマを見ろ!」と周囲に自慢していた[49]。
  - 貴闘力は、2024年11月場所の番付の公式発表前のリークによると、本来なら新三役昇進の公算が高い王鵬が昇進を逃しており、これは安芸乃島の自身への私怨による措置だと憤慨していた。貴闘力は安芸乃島を「安芸乃島は勝ち組に流れてゴマばっかり擦っていたけど、今回王鵬を三役に上げてくれたらそんな事も忘れて良いや!と思ったけど…今回、もうホントに、八角の犬だからね!」と痛烈に批判していた。また「審判部長なのに執行部に入ったなんて聞いた事ないけど」と権力集中も指摘している[49]。

### その他
- 後に本人の告白によると、場所中に死にそうになったことがあるらしい。1995年5月場所、剣晃戦で右手の小指に裂傷を負い、治療後、抗生物質を飲んだところ、薬物アレルギーが出て病院に救急車で運ばれた、というもの（読売「大相撲」1999年3月号）。
- 1996年9月場所11日目の曙戦で五輪砕きの体勢となったが当時の規定では技として規定されておらず行司も「勝負あり」を宣告しなかったためやむなく土俵を割って事なきを得た（寄り倒しで安芸乃島の負け）[50]。
- 2014年3月13日には東広島市が同市安芸津町出身者として安芸乃島を新たな名誉市民に制定した。制定した理由として、現役時代の実績や地元「安芸」の名を広めたことやスポーツ文化の高揚などが伝えられている[51][注釈 3]。

## 主な成績
- 通算成績：822勝756敗78休 勝率.521
- 幕内成績：647勝640敗78休 勝率.503
- 通算出場回数：1575回
- 現役在位：128場所
- 幕内出場回数：1283回
- 幕内在位：91場所
- 三役在位：27場所（関脇12場所、小結15場所）

- 金星：16個（大乃国2個、千代の富士4個、北勝海4個、旭富士4個、曙1個、武蔵丸1個）（史上1位）[1]
- 対横綱戦勝利：25勝（うち3不戦勝）
- 対大関戦勝利：47勝（不戦勝含まず、うち26銀星）
- 三賞：19回（史上1位）[1]
  - 殊勲賞：7回（1988年9月場所、1990年3月場所、1990年5月場所、1990年11月場所、1992年3月場所、1993年7月場所、1999年3月場所）
  - 敢闘賞：8回（1988年7月場所、1989年3月場所、1990年7月場所、1991年5月場所、1992年3月場所、1995年1月場所、1995年3月場所、1999年9月場所）
  - 技能賞：4回（1990年5月場所、1998年5月場所、1999年1月場所、1999年9月場所）
- 各段優勝
  - 十両優勝：1回（1988年1月場所)
  - 幕下優勝：1回（1987年5月場所）
  - 序二段優勝：1回（1982年7月場所）

### 場所別成績
| | 一月場所 初場所（東京） | 三月場所 春場所（大阪） | 五月場所 夏場所（東京）  | 七月場所 名古屋場所（愛知） | 九月場所 秋場所（東京） | 十一月場所 九州場所（福岡） |
| --- | ----------------------- | ----------------------- | ------------------------ | --------------------------- | ----------------------- | --------------------------- |
| 1982年 （昭和57年） | x                       | （前相撲）              | 西序ノ口17枚目 6–1       | 東序二段82枚目 優勝 7–0     | 西三段目73枚目 3–4      | 西序二段筆頭 5–2            |
| 1983年 （昭和58年） | 東三段目55枚目 4–3      | 東三段目43枚目 2–5      | 東三段目72枚目 3–4       | 東三段目85枚目 6–1          | 東三段目27枚目 5–2      | 東三段目筆頭 1–6            |
| 1984年 （昭和59年） | 東三段目32枚目 4–3      | 東三段目20枚目 3–4      | 西三段目36枚目 5–2       | 西三段目4枚目 1–6           | 東三段目39枚目 4–3      | 西三段目23枚目 3–4          |
| 1985年 （昭和60年） | 西三段目40枚目 6–1      | 東幕下56枚目 5–2        | 東幕下34枚目 5–2         | 西幕下21枚目 5–2            | 西幕下11枚目 3–4        | 東幕下20枚目 3–4            |
| 1986年 （昭和61年） | 西幕下29枚目 5–2        | 西幕下15枚目 2–5        | 東幕下33枚目 6–1         | 東幕下15枚目 3–4            | 西幕下25枚目 6–1        | 西幕下7枚目 2–5             |
| 1987年 （昭和62年） | 東幕下20枚目 5–2        | 東幕下9枚目 3–4         | 西幕下14枚目 優勝 7–0    | 東十両12枚目 8–7            | 西十両10枚目 8–7        | 西十両6枚目 9–6             |
| 1988年 （昭和63年） | 東十両4枚目 優勝 12–3   | 東前頭12枚目 7–8        | 東十両筆頭 10–5          | 西前頭10枚目 11–4 敢        | 西前頭2枚目 8–7 殊★     | 西小結 7–8                  |
| 1989年 （平成元年） | 東前頭筆頭 7–8 ★        | 西前頭筆頭 8–7 敢       | 西関脇 6–9               | 東前頭筆頭 7–8 ★            | 東前頭2枚目 7–8 ★       | 西前頭2枚目 5–10            |
| 1990年 （平成2年） | 西前頭6枚目 8–7         | 西前頭2枚目 8–7 殊★     | 東前頭筆頭 10–5 殊技★    | 東関脇 9–6 敢               | 東関脇 6–9              | 東前頭筆頭 10–5 殊★         |
| 1991年 （平成3年） | 東小結 5–10             | 東前頭3枚目 8–7 ★       | 東前頭筆頭 9–6 敢★       | 東小結 8–7                  | 東小結 9–6              | 西関脇 4–11                 |
| 1992年 （平成4年） | 東前頭5枚目 8–7 ★       | 西前頭2枚目 12–3 殊敢   | 東小結 9–6               | 東関脇 10–5                 | 東関脇 8–7              | 東張出関脇 7–8              |
| 1993年 （平成5年） | 東前頭筆頭 9–6          | 西関脇 0–2–13           | 東前頭10枚目 休場 0–0–15 | 東前頭10枚目 9–6 殊★        | 西前頭2枚目 9–6         | 西小結 6–9                  |
| 1994年 （平成6年） | 東前頭2枚目 4–11        | 東前頭10枚目 9–6        | 東前頭3枚目 3–12         | 東前頭14枚目 8–7            | 西前頭13枚目 11–4       | 西前頭4枚目 10–5            |
| 1995年 （平成7年） | 東小結 11–4 敢          | 西関脇 11–4 敢          | 東関脇 7–8               | 東小結 1–2–12               | 西前頭7枚目 休場 0–0–15 | 西前頭7枚目 8–7             |
| 1996年 （平成8年） | 西前頭4枚目 9–6         | 西小結 6–9              | 東前頭2枚目 5–10         | 西前頭5枚目 10–5            | 西前頭筆頭 7–8          | 東前頭2枚目 9–6             |
| 1997年 （平成9年） | 西小結 6–9              | 東前頭2枚目 7–8         | 西前頭2枚目 7–8          | 東前頭3枚目 6–9             | 東前頭5枚目 8–7         | 西小結 7–8                  |
| 1998年 （平成10年） | 西前頭筆頭 6–9          | 西前頭2枚目 9–6         | 西小結 10–5 技           | 東関脇 3–4–8                | 西前頭5枚目 休場 0–0–15 | 西前頭5枚目 8–7             |
| 1999年 （平成11年） | 東前頭3枚目 11–4 技     | 東小結2 11–4 殊         | 東関脇 6–9               | 西前頭筆頭 6–9 ★            | 西前頭3枚目 11–4 敢技   | 西小結 3–12                 |
| 2000年 （平成12年） | 西前頭4枚目 7–8         | 東前頭5枚目 5–10        | 西前頭7枚目 10–5         | 東前頭筆頭 8–7              | 東小結 7–8              | 東前頭筆頭 5–10             |
| 2001年 （平成13年） | 東前頭4枚目 7–8         | 東前頭5枚目 5–10        | 西前頭9枚目 8–7          | 東前頭6枚目 4–11            | 西前頭11枚目 9–6        | 西前頭6枚目 8–7             |
| 2002年 （平成14年） | 西前頭筆頭 6–9          | 東前頭4枚目 7–8         | 東前頭5枚目 3–12         | 西前頭11枚目 6–9            | 東前頭13枚目 7–8        | 東前頭14枚目 9–6            |
| 2003年 （平成15年） | 西前頭9枚目 6–9         | 西前頭12枚目 6–9        | 西前頭15枚目 引退 6–9–0  | x                           | x                       | x                           |
| 各欄の数字は、「勝ち-負け-休場」を示す。 優勝 引退 休場 十両 幕下 三賞：敢=敢闘賞、殊=殊勲賞、技=技能賞 その他：★=金星 番付階級：幕内 - 十両 - 幕下 - 三段目 - 序二段 - 序ノ口 幕内序列：横綱 - 大関 - 関脇 - 小結 - 前頭（「#数字」は各位内の序列） |                         |                         |                          |                             |                         |                             |

### 幕内対戦成績
| 力士名   | 勝数 | 負数 | 力士名   | 勝数 | 負数 | 力士名     | 勝数 | 負数 | 力士名   | 勝数  | 負数 |
| -------- | ---- | ---- | -------- | ---- | ---- | ---------- | ---- | ---- | -------- | ----- | ---- |
| 蒼樹山   | 9    | 6    | 曙       | 8(1) | 30   | 朝潮       | 2    | 1    | 朝青龍   | 1     | 1    |
| 朝赤龍   | 0    | 2    | 朝乃翔   | 7    | 3    | 朝乃若     | 12   | 3    | 旭富士   | 12(1) | 8    |
| 旭豊     | 7    | 6    | 安美錦   | 4    | 4    | 板井       | 4    | 1    | 岩木山   | 1     | 1    |
| 潮丸     | 1    | 1    | 恵那櫻   | 2    | 0    | 皇司       | 7    | 1    | 大碇     | 1     | 1    |
| 巨砲     | 2    | 4    | 大乃国   | 3    | 7    | 小城錦     | 10   | 9(1) | 小城ノ花 | 4     | 4    |
| 魁皇     | 6    | 25   | 海鵬     | 5    | 3    | 春日王     | 0    | 1    | 春日錦   | 2     | 1    |
| 春日富士 | 5    | 2    | 巌雄     | 6    | 1    | 北勝鬨     | 11   | 4    | 北桜     | 2     | 0    |
| 騏ノ嵐   | 1    | 0    | 旭鷲山   | 8    | 12   | 旭天鵬     | 3    | 9    | 旭道山   | 10    | 4(1) |
| 鬼雷砲   | 2    | 4    | 霧島     | 13   | 20   | 起利錦     | 4    | 1    | 麒麟児   | 1     | 0    |
| 金開山   | 0    | 2    | 久島海   | 9    | 6    | 剣晃       | 11   | 6    | 光法     | 1     | 0    |
| 高望山   | 2    | 0    | 五城楼   | 2    | 4    | 琴稲妻     | 5    | 7    | 琴ヶ梅   | 7     | 9    |
| 琴椿     | 2    | 1    | 琴錦     | 9    | 39   | 琴ノ若     | 16   | 19   | 琴富士   | 13    | 5    |
| 琴別府   | 10   | 5    | 琴光喜   | 0    | 4    | 琴龍       | 7    | 2    | 小錦     | 25    | 10   |
| 逆鉾     | 9    | 6    | 佐田の海 | 1    | 0    | 薩洲洋     | 3    | 0    | 敷島     | 5     | 2    |
| 霜鳳     | 1    | 2    | 十文字   | 5    | 3    | 陣岳       | 6    | 1    | 大至     | 4     | 2    |
| 太寿山   | 1    | 6    | 大翔鳳   | 12   | 5    | 大翔山     | 5    | 6    | 大善     | 4     | 7    |
| 大徹     | 1    | 0    | 隆の鶴   | 1    | 2    | 孝乃富士   | 2    | 1    | 隆乃若   | 4     | 4    |
| 高見盛   | 0    | 2    | 隆三杉   | 6    | 4    | 多賀竜     | 2    | 0    | 立洸     | 1     | 0    |
| 玉海力   | 1    | 0    | 玉春日   | 15   | 9    | 玉乃島     | 2    | 2    | 玉力道   | 4     | 1    |
| 千代大海 | 3    | 10   | 千代天山 | 6    | 7    | 千代の富士 | 4    | 7    | 出島     | 8     | 14   |
| 寺尾     | 22   | 18   | 闘牙     | 7    | 9    | 闘竜       | 1    | 0    | 時津海   | 4     | 4    |
| 時津洋   | 5    | 1    | 土佐ノ海 | 12   | 15   | 栃東       | 6    | 13   | 栃栄     | 3     | 2    |
| 栃司     | 1    | 0    | 栃乃洋   | 5    | 7    | 栃乃花     | 4    | 4    | 栃乃和歌 | 16    | 12   |
| 巴富士   | 0    | 1    | 智乃花   | 5    | 2    | 浪之花     | 1    | 0    | 南海龍   | 1     | 1    |
| 花乃湖   | 4(1) | 0    | 花ノ国   | 7    | 2    | 濱錦       | 3    | 0    | 濱ノ嶋   | 7     | 4    |
| 追風海   | 1    | 4    | 肥後ノ海 | 13   | 8    | 富士乃真   | 1    | 1    | 武雄山   | 1     | 2    |
| 北天佑   | 6    | 6    | 北勝海   | 6(1) | 9    | 北勝力     | 1    | 1    | 舞の海   | 4     | 3    |
| 前乃臻   | 1    | 0    | 益荒雄   | 2    | 1    | 三杉里     | 7    | 9    | 水戸泉   | 9     | 13   |
| 湊富士   | 9(1) | 5    | 雅山     | 5    | 6    | 武蔵丸     | 11   | 32   | 武双山   | 11    | 20   |
| 燁司     | 1    | 0    | 龍興山   | 1    | 0    | 両国       | 4(1) | 4    | 若翔洋   | 4     | 1    |
| 若瀬川   | 4    | 1    | 若孜     | 2    | 0    | 若の里     | 2    | 4    | 和歌乃山 | 11    | 5    |

## 改名歴
- 山中 勝巳（やまなか かつみ）1982年3月場所 - 1986年11月場所
- 安芸ノ島 勝巳（あきのしま -）1987年1月場所 - 1994年5月場所
- 安芸乃島 勝巴（あきのしま かつみ）1994年7月場所
- 安芸乃島 勝巳（- かつみ）1994年9月場所 - 2003年5月場所

## 年寄変遷
- 藤島 勝巳（ふじしま かつみ）2003年5月 - 2004年5月
- 千田川 虎央（せんだがわ とらお）2004年5月 - 2009年7月
- 高田川 勝巳（たかだがわ かつみ）2009年8月 -